# Victor, de la Brigade mondaine
Victor, de la Brigade mondaine est un roman policier de Maurice Leblanc, publié chez Laffite, en septembre 1933.
Le roman fut initialement publié en feuilletons du 17 juin 1933 au 15 juillet 1933, dans les colonnes du quotidien Paris-Soir.

## Résumé
Victor Hautin, « Inspecteur Victor » de la Brigade mondaine,  fils d’un  ancien procureur toulousain, a passé une bonne partie de sa carrière aux colonies. Il est décrit au début de l’histoire comme « un vieux policier, habile, retors, hargneux, insupportable ». Il est apprécié de sa hiérarchie en dépit d’un esprit assez indépendant, d’une humeur capricieuse et d’une manière de procéder un peu trop fantaisiste. De plus, incorrigible suborneur de femmes mariées et de filles à marier, il a vu sa promotion pour le poste d’inspecteur de la Sûreté compromise par des scandales. 
Aujourd’hui, plus calme et plus sage, sa renommée va bientôt atteindre le public au cours d’une affaire  retentissante. Ses antécédents, sa perspicacité, sa ténacité et sa facilité au déguisement auraient pu faire penser à un des avatars de Lupin si ce récit ne l’amenait à lutter contre le célèbre aventurier qui justement recommence à faire parler de lui dans l’est du pays. 
Au Cinéma-Balthazar où le spectacle qu’il admire surtout est une belle jeune femme du balcon, aux cheveux fauves et aux yeux clairs, Victor assiste soudain à un appel au vol et doit poursuivre deux personnages énigmatiques.  Le rapport de ces deux acolytes avec les neuf Bons de la Défense volés récemment dans une banque strasbourgeoise va très vite s’établir. La connexion avec Lupin également. La lutte entre Lupin et Victor sera pleine de rebondissements et se fera tout en finesse quand l’inspecteur parviendra sous un pseudonyme à s’immiscer dans la bande d’un certain Antoine Bressacq…

## Thématique
Le roman traite du double problème de l'usurpation d'identité et de l'imposture. 

## Adaptation à la télévision
- 1971 : Victor, de la brigade mondaine, épisode 2, saison 1 de la série télévisée Arsène Lupin, réalisé par Jean-Pierre Decourt, avec Georges Descrières dans le rôle d'Arsène Lupin